# Croix Bleue du Québec
Pour les articles homonymes, voir Croix Bleue (homonymie).
Croix Bleue du Québec est une marque déposée en matière d'assurance maladie personnelle et d'assurance voyage. Croix Bleue du Québec est exploitée par l'Association d'Hospitalisation Canassurance (Croix Bleue Canassurance), membre de l'Association canadienne des Croix Bleue.

## Histoire
Le régime d'assurance Croix Bleue fut introduit en 1942 par l'Association d'Hospitalisation du Québec, maintenant connue sous le nom Association d'Hospitalisation Canassurance. L’objectif de ce plan était de favoriser l’accès à des soins de santé plus abordables pour les salariés participant au régime. Cette formule s'inspirait des régimes offerts aux États-Unis, qui couvraient les soins hospitaliers offerts pendant une période annuelle maximale.
Le régime d'assurance Croix Bleue progressa rapidement dès sa création. En 1950, ce régime volontaire à but non lucratif percevait plus du tiers de la valeur des primes souscrites par les Québécois en matière d'assurance maladie. Les années suivantes furent néanmoins caractérisées par l'explosion des tarifs médicaux et des coûts de l'assurance maladie, par une compétition accrue de la part des régimes commerciaux et par une stagnation des taux d'adhésion aux régimes d'assurance privés. Au Québec, l'industrie de l'assurance n'était pas en mesure d'offrir des régimes abordables auprès de l'ensemble des travailleurs, ce qui eut pour effet d'affaiblir l'intérêt envers les régimes privés au profit d'une étatisation de l'assurance maladie.
Avec l'entrée en vigueur de la loi sur l'assurance hospitalisation en 1961, Croix Bleue du Québec dut adapter et diversifier ses services pour offrir des produits d'assurance complémentaires au régime d'assurance maladie gouvernemental. Croix Bleue du Québec étendit ses couvertures à l'extérieur du Québec par la création de son assurance voyage en 1977.